# Химн
Химнът е песен с религиозно или тържествено значение. Може да има следните по-специализирани значения:
- Хвалебствена песен в чест на богове и герои в древна Гърция
- Тържествена църковна или класово мобилизираща песен
- Тържествено лирично стихотворение с възхваляващо съдържание
- Национална песен на държава (виж Национален химн)

Химнът на Република България е Мила Родино, приет през 1964 година.

## Древна Гърция
В древногръцката митология героите рядко могат да постигнат успех без помощта на боговете. След успешния завършек те принасят дарове на съответния бог и пеят хвалебствен химн в знак на благодарност.

## Християнство
Повечето католически меси включват пеене на химни в катедралите и по-големите църкви от църковен хор, акомпаниран от орган. Химните са обикновено в прослава на Бог, но могат да са за светци, църковни празници или ритуали.
В православието химни се изпълняват по-рядко, напр. при сватба.

## Обществена институция
Химн може да бъде съчинен за прослава на обществена група или институция. Националният химн е един от символите на националната държава. Един от най-старите химни е нидерландският (Het Wilhelmus), написан през 1574 година, както и японският (Kimigayo), чийто текст е датиран ок. 9 век, но няма мелодия до 1880 година.
Градове, училища, военни структури, граждански сдружения могат също да имат свой химн.